# Музей искусств Хай
Музей искусств Хай (англ. High Museum of Art, в просторечии The High) — музей изобразительного искусства на юго-востоке США, расположенный в Атланте, штат Джорджия (на Пичтри-стрит в Мидтауне, городском районе искусств). Площадь музейного пространства составляет 28 985 м² и является подразделением Центра искусств Вудраффа.

## История и деятельность
Музей был основан в 1905 году как Художественная ассоциация Атланты (Atlanta Art Association). В 1926 году семья Хай, в честь которой назван музей, пожертвовала свой семейный дом на Пичтри-стрит для размещения коллекции после серии выставок с участием Художественных галерей Гранд Сентрал, организованных коллекционером из Атланты Джеймсом Хаверти. Многие предметы из коллекции Хаверти теперь находятся в постоянной экспозиции в Хай. Отдельное здание для музея было построено рядом с семейным домом Хай в 1955 году.

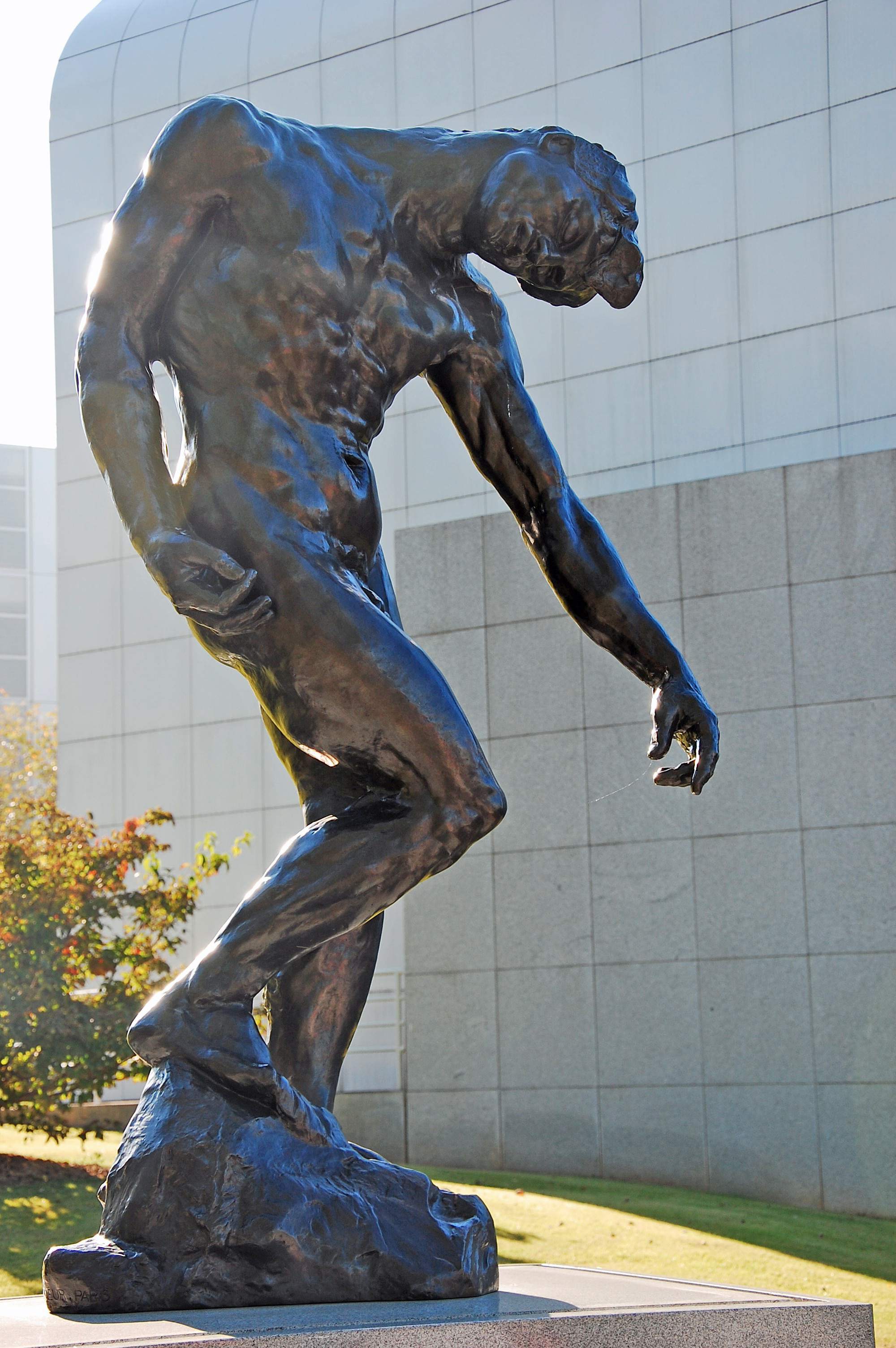
Огюст Роден «Тень»

3 июня 1962 года 106 меценатов из Атланты погибли в авиакатастрофе в аэропорту Орли в Париже, при возвращении из поездки во Францию, спонсируемой музеем. Эта авиакатастрофа со 130 погибшими (включая членов экипажа и других пассажиров) была крупнейшей в то время. Во время своего визита в Париж меценаты из Атланты посетили Лувр и видели картину «Мать Уистлера». Осенью этого же года Лувр в качестве жеста доброй воли отправил картину жителям Атланты для выставки в музее Художественной ассоциации Атланты на Пичтри-стрит. Французское правительство также подарило скульптуру Родена «Тень» (The Shade) в память о жертвах авиакатастрофы.
В 1983 году здание площадью 12 500 м², созданное Ричардом Мейером, открылось для размещения Музея Хай. За этот проект Мейер получил Притцкеровскую премию 1984 года. Строительство было профинансировано за счет гранта в размере 7,9 миллионов долларов от бывшего президента Coca-Cola Роберта Вудраффа, а также 20 миллионов долларов, собранных музеем. В 2005 году итальянский архитектор Ренцо Пьяно спроектировал три новых здания, которые увеличили площадь музея до ~29 000 м² и обошлись в 124 миллиона долларов. В новом павильоне Wieland и музейном крыле Энн Кокс Чамберс, разработанных Пьяно, используется специальная система крыши из 1000 световых каналов, которые улавливают северный свет и фильтруют его в галереи Skyway.
Постоянная коллекция Музея искусств Хай включает более 18 000 произведений искусства в семи областях коллекционирования: африканское искусство, американское искусство, декоративно-прикладное искусство и дизайн, европейское искусство, народное искусство и искусство самоучек, современное искусство и фотография. Музей проводит выставки и связан глобальными партнерскими отношениями с другими музеями, такими как Лувр, Opera di Santa Maria del Fiore и Opificio delle pietre dure во Флоренции.